# Forcipomyia dichromata
Forcipomyia dichromata är en tvåvingeart som beskrevs av Remm och Zhogolev 1968. Forcipomyia dichromata ingår i släktet Forcipomyia och familjen svidknott. Inga underarter finns listade i Catalogue of Life.